# 內山理名
內山理名（1981年11月7日—）是日本的一名女演員。神奈川縣出身，身高157cm，經紀公司是Sweet Power，（活動期間1998年-），主演作品有大奥〜華之亂〜、生徒諸君!教師編。2021年11月與演員吉田榮作結婚。

## 參演作品

### 電視劇
- 你以為你是誰!（1998年10月－12月、TBS） - 渡邊瑞希
- 鈴蘭 第2 - 9話（1999年4月－10月、NHK） - 常盤明子（少女期）
- L×I×V×E（1999年4月－6月、TBS） - 松原知恵
- 日本恐怖童话六部曲〜灰姑娘〜（1999年4月－5月、TBS） - 主演・橘あゆみ
- 美人（1999年10月－12月、TBS） - 岬圭子
- QUIZ（2000年4月－6月、TBS） - 薰
- 浪漫巴士站（2000年7月－9月、富士電視台） - 宮前祭
- 編集王 第2話（2000年10月17日，富士電視台） - 山手さゆり
- 蛋糕上的草莓（2001年1月－3月、TBS） - 澤村遙
- 菜鳥刑警（2001年4月－6月、關西電視台） - 佐藤佳織
- 心臟 第3話（2001年9月17日，NHK） - 星野麻紀
- ハンドク!!!（2001年10月－12月、TBS） - 小島道子
- 婚禮設計師 第1 - 4話（2002年4月－5月、富士電視台） - 藤波千鶴（友情出演）
- 武蔵 2003年1月－12月、NHK） - 朱実
- 夢想飛行Good Luck（2003年1月－3月、TBS） - 深浦うらら
- 前男友（2003年7月－9月、TBS） - 早川菜央
- FIRE BOYS 〜め組の大吾〜（2004年1月－3月、富士電視台） - 園田まひる
- 離婚弁護士Ⅱ〜ハンサムウーマン〜（2005年、富士電視台） - 倉田麻美
- 大奥〜華之亂〜（2005年10月－12月、富士電視台） - 主演・牧野安
- 令人討厭的松子的一生（2006年10月－12月、TBS） - 主演・川尻松子
- 生徒諸君（2007年4月－6月、朝日電視台） - 主演・北城尚子
- 相棒（朝日電視台） - 早瀬茉莉 
  - season8 第1話（2009年10月14日）
  - season9 最終回（2011年3月9日）
  - season14 第10話（2016年1月1日）
- 我們沒有明天 第3話（2010年1月30日，NHK） - 倉橋渚
- 悪党～重犯罪捜査班（2011年1月－3月、朝日電視台）
- 都市怪談之女 第1話（2012年4月13日，朝日電視台） - 関口千穂
- Summer Rescue～天空的診療所～ 第2話、第3話（2012年7月15日、22日，TBS） - 佐藤朋子
- 搜查地圖之女（2012年10月－12月、朝日電視台） - 河本麻里
- 法庭新鮮人 第1話（2012年10月21日，NHK BS Premium） - 安斉貴子
- 雲霧仁左衛門（2013年10月－11月，NHK BS Premium） - 七化けのお千代 役
  - 雲霧仁左衛門2（2015年2月－3月）
  - 雲霧仁左衛門3（2017年1月－2月）
  - 雲霧仁左衛門4（2018年9月－10月）
  - 雲霧仁左衛門5（2022年1月－3月）
- Honey Trap 甜蜜陷阱（2013年10月－12月、富士電視台） - 中川薫
- 不便的便利屋 第4話（2015年5月1日，東京電視台） - 枝田
- 王牌女行員花咲舞 第二季 第3話（2015年7月、日本電視台）- 吉川恭子
- 歡迎光臨本飯店 第9話、最終話（2015年9月15日、22日，TBS） - 椿美麗
- 被討厭的勇氣 第5話（2017年2月9日，富士電視台） - 霧島塔子
- 警視廳・搜查一課長 season2 第8話（2017年6月8日，朝日電視台） - 桜川彩華
- 藍野結婚相談所 第3話（2017年8月11日，朝日電視台） - 小津祥子
- 街道小廠之女（2017年11月24日－12月29日，NHK） - 主演・有元光
- 執事~西園寺的名推理 第1話（2018年4月13日，東京電視台） - 奥村香澄
- 生果宅配便第1集（2019年1月11日，TBS） - 柚子（ゆず）
- 房仲女王 第6話（2019年2月13日，日本電視台）- 八十多つぐみ
- X光室的奇蹟～放射科的診斷報告～ 第3話（2019年4月22日，富士電視台）- 葉山今日子
- 家裡蹲老師 第2話（2021年6月21日，NHK）- 坂本由紀
- IP~網路搜查班 第8話、最終話（2021年9月9日、16日，朝日電視台） - 桐子香澄
- 從盡頭走路五分鐘（2022年10月1日－11月26日，BS東視、BS東視4K）- 白石夕雨子
- 法庭之龍 第6話（2025年2月21日，東京電視台）- 宇津木桐枝

### 電視節目
- 囚われつかじ〜13人の容疑者〜 第12話（2008年8月6日）
- 第52回NHK红白歌合战（2001年12月31日）
- ガイアの夜明け 2005年12月27日

### 電影
- GO - CON!（2000年） - 宮本純
- サトラレ TRIBUTE to a SAD GENIUS（2001年） - 川上めぐみ
- 卒業（2003年） - 主演・杉田麻美
- α - Jam Films S - （2004年） - 主演
- 深紅（2005年） - 主演・秋葉奏子
- 怪談新耳袋（2006年） - 主演・里中悦子
- 5年後的情書（2010年） - 主演・志村菜緒
- 投靠女與出走男（2015年） -  戸賀崎ゆう

### 廣告
- 警察廳「2000年人事募集」（2000年）
- 消防廳「全国消防長会 春の火災予防運動用防火」（2000年） ※スチルのみ
- 朝日飲品「旨茶」(2001年 - 2003年）
- 警察廳 「2001年ポケットカレンダー」「秋の全国交通安全運動」（2001年）
- 中央勞動災害防止協會「全国勞動衛生」（2004年）
- 最高裁判所「裁判員制度」（2005年）
- 国土交通省「自動車點檢察推進運動」（2007年）
- クレオ「筆まめVer.18」（2007年）

## 得獎紀錄
- 二十歳新演員獎（2002年）
- 第2回「ミントな人」賞（2002年）
- ヒロイン オブ ファッションダイヤモンド（2004年）
- 2006年エランドール賞 新人賞
- 第5回きもの大賞（2007年）

## 外部連結
- 内山理名個人Blog （页面存档备份，存于）